# スーパーモンスターウルフ
スーパーモンスターウルフは、田畑の作物などへの鳥獣による被害（食害）を防ぐために開発されたオオカミ型のロボットである。

## 仕様
オオカミの姿をしており、「体長」65センチメートル、「体高」50センチメートル。ソーラーパネルによる太陽光発電とバッテリーにより、昼夜を分かたず稼働する。目にはLEDが採用され、胴体にはスピーカーが設置されている。
赤外線センサーでおよそ20メートル以内の動くものを検知し、最大約90デジベルの威嚇音声を発し、首を左右にふり、目が「炎の色」など16パターンに発光する。特に検知しない場合でも内蔵タイマーで一定時間毎に自動で作動する機能もある。
この威嚇音は約1キロメートル四方にまで届く。音声は、オオカミの咆哮や、猟犬の鳴き声、イノシシの悲鳴、猟銃の発砲音、動物が忌避する金属音、「お前だけは許さない」という人の叫び声など約50種類から選ばれる。様々な音を無作為に出すことで、野生動物が慣れてしまうことがないという。

## 開発
開発したのは北海道奈井江町の企業である。開発には北海道大学や東京農業大学との共同で実証実験を行い、7年を要した。はじめは北海道の厳冬期に屋外で使用可能なLEDを商品化し、次いでLEDの光と音を組み合わせてヒグマやエゾシカなどの野生動物を追い払う「モンスタービーム」という装置を実用化した。この商品は北海道内の鉄道会社や農家などから100台あまりの受注があったという。
この発展型である「モンスターウルフ」がオオカミを姿を模したのは、野生動物への実際の効果もさることながら、購買するユーザーに「これなら効きそうだ」と訴求する効果を狙ったという。
2022年10月13日に幕張メッセで開かれた農業イベントで、自走するオオカミ型ロボット「ウルフムーバー」がお披露目された。

## 実績
当初、北海道内に設置して監視カメラで効果測定を行った。その結果、威嚇音の到達圏内ではクマやシカなど野生動物の侵入抑制効果が認められたという。と同時に、農地の面積がそれほど大きくない本州のほうがより適地であるとも考えられた。そのため本州での実証実験を行うことになり、北海道には生息しないイノシシにも効果があるかが検証されることになった。
2017年からは本州各地の9ヶ所で試験導入が始まった。その最初になった千葉県木更津市では、農業協同組合が試験的に導入し、2017年7月に市内で鳥獣被害が深刻な矢那地区の水田に設置した。その結果、移設までの2ヶ月の間、イノシシによる水田への被害が大きく減った。この水田ではかつて毎日イノシシが入り込んで泥浴びをした痕跡があったが、設置後はこれがみられなくなり、水田の設置箇所の反対側では被害があったものの、イネへの被害は抑えられたという。秋にはクリ畑の林に移設したところ、こちらも食害の減少が確認された。
これらの結果から、設置した農協では、おおむね1キロメートル四方に効果が認められ、農地約1ヘクタールに1台を設置すると有効的とした。また電気柵や捕獲罠などを併用して総合的な対策が望ましいともしている。これらの結果は英国放送協会(BBC)やインデペンデント紙など日本国外でも報じられた。
ほかにも、青森県では果樹園に侵入するサル対策として設置、あわせてカメラを仕掛けたところ、サル、クマ、シカがスーパーモンスターウルフに驚いて逃げ去る様子が動画として記録された。栃木県足利市のゴルフ場では設置後にイノシシによるコースの掘り起こし被害が減った。長野県王滝村では、近接する民家への影響を慮って「音声」を消して設置したが、オオカミの姿と目の発光だけでもイノシシが出没しなくなったという。
一連の効果の実証により、山梨県、岐阜県、京都府、愛媛県、福岡県などから、また海外からはカナダ、フランス、ベルギー、ドイツ、ブルガリアから問い合わせがあったという。開発元ではこれらの結果を踏まえて量産を開始、2018年までには日本各地で40体が稼働している。
2018年1月からは九州で、8月には関西圏では初となる淡路島での実証実験が始まった。